# Ледла
Ледла (нім. Lödla) — громада в Німеччині, розташована в землі Тюрингія. Входить до складу району Альтенбургер-Ланд. Складова частина об'єднання громад Розіц.
Площа — 4,30 км2. Населення становить 707 ос. (станом на 31 грудня 2021).